# Empis algira
Empis algira är en tvåvingeart som beskrevs av Macquart 1838. Empis algira ingår i släktet Empis och familjen dansflugor. Inga underarter finns listade i Catalogue of Life.